# Hong Chau
Hồng Châu (Mae La, 26 giugno 1979) è un'attrice thailandese naturalizzata statunitense, candidata all'Oscar alla migliore attrice non protagonista nel 2023.

## Biografia
Prima della sua nascita, i suoi genitori assieme ai loro due figli vivevano in Vietnam. Nel 1979 la famiglia era tra gli emigrati vietnamiti fuggiti dal loro paese, mentre sua madre era incinta di lei da sei mesi. Durante la loro fuga, il padre dell'attrice è stato colpito da colpi di arma da fuoco ed è quasi morto dissanguato. Nata in un campo profughi in Thailandia nel corso dell'anno, è cresciuta parlando il vietnamita come prima lingua e in seguito ha imparato l'inglese a scuola. La sua famiglia viveva in alloggi governativi ed utilizzava programmi di pranzo sovvenzionati. I suoi genitori hanno lavorato umilmente per garantire che i bambini potessero frequentare il college.
L'attrice ha dichiarato che i suoi genitori, che parlano con un forte accento vietnamita, sono spesso stati evitati in quanto migranti asiatici: "Per tutta la mia vita, mi sono sempre sentita più accettabile dei miei genitori, mentre loro erano sempre le persone che dovevano rimanere in disparte o nascondersi nell'armadio delle scope". Ha frequentato l'Università di Boston a Boston, dove inizialmente ha studiato scrittura creativa. Ha cambiato la sua specializzazione in studi cinematografici quando i suoi genitori le hanno chiesto di studiare qualcosa di più pratico. Ha scelto la recitazione per sfidare la sua introversione; ha recitato in cortometraggi di altri studenti ed è stata incoraggiata a dedicarsi alla recitazione. Dopo il college ha ottenuto un lavoro con la PBS e ha anticipato una carriera nei documentari. Successivamente si è trasferita a New York, dove ha studiato recitazione.
Ha cominciato a recitare in film ed in serie televisive nel 2006. Uno dei suoi primi ruoli di rilievo è stato nella serie televisiva Treme. Il suo primo ruolo cinematografico è stato nel 2014 nel film Vizio di forma, di Paul Thomas Anderson. Per due anni, dopo la partecipazione alla pellicola, non è stata in grado di ottenere un'audizione per un altro ruolo cinematografico. Nel 2017 ha un ruolo secondario nella miniserie televisiva Big Little Lies - Piccole grandi bugie. Lo stesso anno recita in Downsizing - Vivere alla grande, con il quale ha ottenuto il plauso della critica, ricevendo le candidature ai Golden Globe, ai Critics' Choice Awards, ed ai Screen Actors Guild Award, come miglior attrice non protagonista.
Nel 2018 appare come ospite in diverse serie televisiva, tra cui BoJack Horseman e Forever. Successivamente ha avuto un ruolo secondario nella prima stagione della serie Homecoming. Nel 2019 ottiene i suoi primi ruoli da protagonista nei film Driveways e American Woman. Lo stesso anno prende parte alla miniserie Watchmen, nei panni della miliardaria Lady Trieu, la cui interpretazione è stata lodata dal critico Tim Goodman di The Hollywood Reporter, che l'ha definita una "performance eccezionale e memorabile". Nel 2020 ottiene ruolo più importante nella seconda stagione di Homecoming. Sebbene avesse filmato una piccola parte nei panni di Opal Koboi nel film Artemis Fowl, la scena è tagliata.
Nel 2022 prende parte al film horror The Menu, assieme ad Anya Taylor-Joy. Lo stesso anno recita al fianco di Brendan Fraser in The Whale, diretto da Darren Aronofsky, interpretando l'infermiera Liz. Grazie a questo ruolo, ottiene il plauso di pubblico e critica internazionale, venendo candidata all'Oscar alla miglior attrice non protagonista, al Golden Globe e al Premio BAFTA. L'anno seguente, è parte dell'ensemble di Asteroid City, di Wes Anderson che viene presentato in concorso al Festival di Cannes 2023, dove è candidato alla Palma d'oro al miglior film. Recita inoltre nei panni di Diane Farr, capo dello staff della Casa Bianca, nella serie Netflix The Night Agent, che riscuote un ottimo successo sulla piattaforma.
Nel 2024 Chau interpreta tre personaggi distinti nel film antologico Kinds of Kindness, diretto da Yorgos Lanthimos.

## Filmografia

### Attrice

#### Cinema
- Vizio di forma (Inherent Vice), regia di Paul Thomas Anderson (2014)
- Downsizing - Vivere alla grande (Downsizing), regia di Alexander Payne (2017)
- Duck Butter, regia di Miguel Arteta (2018)
- Driveways, regia di Andrew Ahn (2019)
- American Woman, regia di Semi Chellas (2019)
- Artemis Fowl, regia di Kenneth Branagh (2020) – non accreditata
- Showing Up, regia di Kelly Reichardt (2022)
- The Menu, regia di Mark Mylod (2022)
- The Whale, regia di Darren Aronofsky (2022)
- Asteroid City, regia di Wes Anderson (2023)
- Kinds of Kindness, regia di Yorgos Lanthimos (2024)
- The Instigators, regia di Doug Liman (2024)

#### Televisione
- Trenches – serie TV, 10 episodi (2010)
- NCIS - Unità anticrimine (NCIS) – serie TV, episodio 7x18 (2010)
- How I Met Your Mother – serie TV, episodio 5x14 (2010)
- My Boys – serie TV, 4x07 (2010)
- $#*! My Dad Says – serie TV, episodio 1x04 (2010)
- Treme – serie TV, 13 episodi (2011-2013)
- CSI - Scena del crimine (CSI: Crime Scene Investigation) – serie TV, episodio 12x11 (2012)
- Buona fortuna Charlie (Good Luck Charlie) – serie TV, episodio 1x08 (2012)
- A to Z – serie TV, 13 episodi (2014-2015)
- Big Little Lies - Piccole grandi bugie (Big Little Lies) – serie TV, 6 episodi (2017)
- Homecoming – serie TV, 11 episodi (2018-2020)
- Forever – serie TV, episodio 1x06 (2018)
- Watchmen – miniserie TV, 4 puntate (2019)
- Poker Face – serie TV, 1x02 (2023)
- The Night Agent - serie TV, 10 episodi (2023)

### Doppiatrice
- American Dad! – serie animata, episodio 14x11 (2017)
- BoJack Horseman – serie animata, 5 episodi (2018)

## Riconoscimenti
- Premio Oscar
  - 2023 – Candidatura alla miglior attrice non protagonista per The Whale[24]
- Golden Globe
  - 2018 – Candidatura alla migliore attrice non protagonista per Downsizing - Vivere alla grande[13]
  - 2023 – Candidatura alla migliore attrice non protagonista per The Whale[25]
- BAFTA
  - 2023 – Candidatura alla migliore attrice non protagonista per The Whale[26]
- Critics' Choice Awards
  - 2018 – Candidatura per la migliore attrice non protagonista per Downsizing - Vivere alla grande[14]
- Screen Actors Guild Award
  - 2018 – Candidatura per la migliore attrice non protagonista cinematografica per Downsizing - Vivere alla grande[15]
  - 2023 – Candidatura alla miglior attrice non protagonista cinematografica per The Whale[31]

## Doppiatrici italiane
Nelle versioni in italiano delle opere in cui ha recitato, Hong Chau è stata doppiata da:
- Jun Ichikawa in Vizio di forma, Downsizing - Vivere alla grande, Homecoming, Watchmen, Kinds of Kindness
- Federica De Bortoli in Asteroid City, The Instigators
- Elena Morara in CSI - Scena del crimine
- Roberta De Roberto in Big Little Lies - Piccole grandi bugie
- Stefania Giacarelli in Artemis Fowl
- Angela Brusa in The Menu
- Letizia Scifoni in The Whale
- Paola Majano in The Night Agent